# Actaea jacquelinae
Actaea jacquelinae es una especie de crustáceo decápodo de la familia Xanthidae. Fue descrito por Danièle Guinot en 1976.

## Distribución
Este crustáceo habita en las costas del golfo Pérsico